# 히로오군

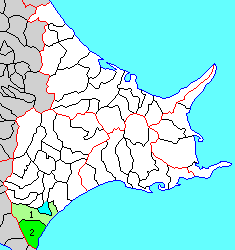
히로오 군의 위치

히로오군(일본어: 広尾郡)은 일본 홋카이도 도카치 종합진흥국(구 도카치 지청)의 군이다.
인구 11,126명, 면적 1,412.22km², 인구밀도 7.88명/km².(2025년 2월 28일, 주민기본대장인구)
이하 2정으로 구성된다.
- 히로오정(広尾町)
- 다이키정(大樹町)

## 역사
에도 시대의 히로오 군역은 마쓰마에번에 의해 설치된 트카치 장소에 포함되었다. 에도 시대 후기, 히로오 군역은 동 에조치에 속하고 있었다. 1799년에 국방을 위해 히로오 군역은 천령이 되었다. 1869년 히로오 군이 두어졌고 홋카이도 도카치국에 속했다.
- 2006년 2월 6일 - 주루이 촌이 나카가와 군 마쿠베쓰 정에 편입되었다.